# Hocco d'Albert
Crax alberti
Espèce
Statut de conservation UICN

 CR A3bcd : 
En danger critique
Statut CITES
Le Hocco d'Albert (Crax alberti)  est une espèce d'oiseau de la famille des Cracidae.

## Description
Il mesure de 83 à 90 cm de longueur. Il y a un dimorphisme sexuel.
Le mâle a son plumage d'un noir bleuté brillant avec le ventre et le bout de la queue blancs. Il a une huppe développée noire. Le bec court, crochu, aplati transversalement est bleu, les pattes sont rouges.
La femelle est noire avec le ventre et la face inférieure de la queue roux, une huppe blanche et noire, des rayures blanches sur les ailes et la queue. Le bec est bleu

## Répartition
Il est endémique du nord de la Colombie entre le pied de la Sierra Nevada de Santa Marta et la partie moyenne et basse du fleuve Magdalena.

## Habitat
Son habitat naturel est les forêts humides tropicales et subtropicales en plaine.
Il est menacé par la disparition de son habitat.